# Bălăban (strugure)
Bălăban este un vechi soi românesc de struguri.